# Le Bouffon de l'horreur
Pour plus de détails, voir Fiche technique et Distribution.
Le Bouffon de l'horreur (Funny Man) est une comédie horrifique britannique réalisé par Simon Sprackling, sorti en 1994.

## Synopsis
Quand Max Taylor gagne, au poker, la maison ancestrale de Callum Chance, il ne réalise pas encore que le jeu est loin d'être terminé... Un par un, les membres de la famille de Max sont assassinés par le mystérieux Funny Man, un bouffon démoniaque qui tue à l'aide de techniques imaginatives et variées, doublées d'un sens de l'humour certain. Pendant ce temps, le frère de Max est sur le point d'arriver à la maison avec un groupe d'auto-stoppeurs...

## Fiche technique
- Titre français : Le Bouffon de l'horreur
- Titre original : Funny Man
- Réalisation : Simon Sprackling
- Scénario : Simon Sprackling
- Production : Tim James, Nigel Odell, Stephen W. Parsons, David Redman et Gareth Wiley
- Budget : 1 million de livres sterling (1,46 million d'euros)
- Musique : Stephen W. Parsons
- Photographie : Tom Ingle
- Montage : Ryan L. Driscoll
- Décors : David Endley
- Costumes : Alex Westover
- Pays d'origine :  Royaume-Uni
- Format : Couleurs - 1,77:1 - Dolby Surround - 35 mm
- Genre : Comédie horrifique
- Durée : 90 minutes
- Dates de sortie :
  - France : mai 1994 (Festival de Cannes)
  - Royaume-Uni : 7 octobre 1994

## Distribution
- Tim James : Funny Man
- Christopher Lee : Callum Chance
- Benny Young : Max Taylor
- Matthew Devitt : Johnny Taylor
- Pauline Black : La commando psychique
- Ingrid Lacey : Tina Taylor
- Chris Walker : Hard Man
- George Morton : Le marionnettiste
- Rhona Cameron : Thelma Fudd
- Harry Heard : Harry Taylor
- Jamie Heard : Jammie Taylor
- Bob Sessions : Un joueur de cartes
- Ed Bishop : Un joueur de cartes
- John Chancer : Un joueur de cartes
- Jana Sheldon : L'infirmière

## Autour du film
- Les scènes de plage furent tournées à Southend-on-Sea.
- L'un des personnages du film Thelma Fudd ressemble à Vera Dinkley dans Scooby-Doo.
- Juste avant d'être tuée par le Bouffon, Jammie, la fille adolescente de la famille Taylor joue à Super Mario Land sur sa Game Boy.

## Distinctions
- Nomination au prix du meilleur film, lors du festival Fantasporto en 1995.